# Alphonse Mingana
Alphonse Mingana (né Hurmizd Mingana), né le 23 décembre 1878 à Charanch al-'Ulya, un petit village près de Zakho (à l'époque dans l'Empire ottoman, aujourd'hui dans le Kurdistan irakien), mort le 5 décembre 1937 à Birmingham en Angleterre, est un prêtre et théologien chrétien et un orientaliste.

## Origine et jeunesse
Il était l'aîné d'une famille de huit enfants, six garçons et deux filles, nés de Paolos Mingana, prêtre de l'Église catholique chaldéenne, et de son épouse Maryam Nano. À partir de 1891, il fut élève du séminaire Saint-Jean de Mossoul (fondé en 1878 par l'ordre des Dominicains). En 1902, il fut ordonné prêtre par le patriarche Mar Joseph Emmanuel II Thomas, et c'est alors qu'il changea son prénom « Hurmizd » pour celui d'Alphonse. Après une brève affectation pastorale dans son village natal, il devint fin 1902 professeur de syriaque et d'arabe au séminaire Saint-Jean (succédant à son ancien professeur Awgin Manna, consacré évêque).
Il effectua dès cette époque des tournées dans le pays à la recherche de manuscrits anciens (il en aurait trouvé alors 70, qui auraient presque tous été détruits pendant la guerre de 1914-1918). Correcteur de l'imprimerie des Dominicains à Mossoul, il commença lui-même à publier en 1905 : d'abord une grammaire du syriaque (en collaborateur avec le dominicain Sébastien Scheil, publiée en octobre 1905), puis une édition en deux volumes d'homélies de Narsaï (non pas édition universitaire, mais destinée au clergé).
En 1907, Mingana publia le premier volume (le second ne parut jamais) de Sources syriaques, dans lequel se trouvait la fameuse Chronique d'Arbèles, qui fit immédiatement grand bruit parmi les orientalistes. Dès le 21 octobre 1907, il vendit l'unique manuscrit connu, en sa possession, à la Bibliothèque royale de Prusse à Berlin, pour 3 500 francs français de l'époque. Ce manuscrit passa pour dater du Xe siècle (bien qu'apparemment Mingana ne l'ait jamais affirmé lui-même). Une expertise menée dans les années 1960 par le professeur Julius Assfalg a montré qu'il s'agissait d'un manuscrit moderne, artificiellement vieilli. En 1941, le dominicain Jacques-Marie Vosté avait déjà révélé que le nom de l'auteur qui figure dans une marge du folio 27b du manuscrit (« Livre de Qlisiastiqi, de Mshiha-zka », nom figurant dans le Catalogie de livres d'Ébedjésus de Nisibe) avait été ajouté par un contemporain à la demande de Mingana
La publication de ce texte attira d'autre part sur Mingana l'irritation du patriarche de l'Église catholique chaldéenne, mais pour des raisons apparemment sans rapport avec les faits précédemment évoqués : dans un passage de la préface, il qualifiait de « fabuleuse » l'existence de Mar Mari, fondateur selon la tradition de l'Église d'Orient. Le patriarche fit arrêter l'impression du livre, et imposa la suppression du passage dans les exemplaires diffusés au Proche-Orient. Le patriarche reprocha même à l'archevêque Addaï Scher d'avoir autorisé la parution du livre. Mingana publia en 1908 deux autres textes syriaques anciens (l'Histoire du monastère de Sabricho et la Chronique de Jean Bar Penkayé), et ensuite ses publications furent interrompues.
Il quitta finalement le séminaire Saint-Jean en 1910, probablement sur ordre, et peu après il rompit avec l'Église catholique chaldéenne. Il quitta Mossoul le 7 janvier 1913 et voyagea pendant deux mois au Proche-Orient, jouissant notamment de l'hospitalité d'un missionnaire protestant américain à Mardin. Le 17 mars suivant, il quittait le Proche-Orient à destination de l'Angleterre, ayant en poche une lettre de recommandation du missionnaire protestant pour James Rendel Harris, bibliste, ancien professeur à l'université Johns-Hopkins et au Haverford College, et alors directeur des études du Woodbrooke Quaker Study Center de Birmingham (un établissement d'enseignement fondé en 1903, dans le quartier de Selly Oak, par l'industriel quaker George Cadbury, propriétaire de la chocolaterie).

## Carrière en Angleterre
Mingana resta au Woodbrooke Center pendant deux ans et y enseigna l'arabe et l'hébreu. Il se lia avec David Samuel Margoliouth, professeur d'arabe à l'Université d'Oxford, et commença ses travaux sur les origines de l'islam. C'est au Woodbrooke Center qu'il rencontra Emma Sophie Floor, une étudiante norvégienne luthérienne, qu'il épousa le 14 juillet 1915 (ils eurent deux enfants, un garçon, John, né en avril 1916 et une fille, Marie, née en janvier 1918). Ce même mois de juillet 1915, il fut recruté par la John Rylands Library de Manchester, pour cataloguer les manuscrits de la collection arabe, et il y resta jusqu'en 1932. De 1916 à 1923, il fut chargé de cours d'arabe à l'Université de Manchester. Il travailla aussi comme expert des langues orientales pour le War Office, et il obtint la nationalité britannique en 1920. Le catalogue de la John Rylands Library fut achevé en 1934, après dix-neuf ans de travail. En 1932, Mingana revint au Woodbrooke Center, et s'occupa de cataloguer la collection de manuscrits qu'il avait lui-même réunie.
Mingana fit trois voyages de collecte de manuscrits anciens syriaques et arabes au Proche-Orient (au printemps 1924 et à l'automne 1925 en Syrie et au Kurdistan, en 1929 en Égypte), le premier financé par la John Rylands Library et par le chocolatier Edward Cadbury, fils de George, les deux autres par Edward Cadbury seul. Il en rapporta plus de 2 000 manuscrits, dont certains d'une valeur inestimable, et certains contenant des textes encore inconnus à l'époque. L'essentiel de ces manuscrits ont formé la « collection Mingana » de la Cadbury Research Library (fondée en 1932), organisme dépendant actuellement de l'Université de Birmingham.
Entre 1926 et 1934, Mingana publia sept volumes d'une série intitulée Woodbrooke Studies. Christian documents in Syriac, Arabic and Garshuni, edited and translated. En 1935, il commença une nouvelle série intitulée Woodbrooke Scientific Publications avec un premier volume contenant le Livre des trésors de Job d'Édesse (une encyclopédie syriaque du IXe siècle).
La réputation scientifique d'Alphonse Mingana a pâti de l'affaire de la Chronique d'Arbèles, une controverse qui n'est pas encore complètement tranchée actuellement. Il fut par la suite accusé de falsification à propos d'autres textes qu'il publia, notamment le Livre de la religion et de l'empire (Kitab al-din wa-l-dawla), apologie de l'islam de 'Ali ibn Rabban al-Tabari, un médecin chrétien du IXe siècle qui s'était converti (1924), et la lettre de Philoxène de Mabboug au dignitaire perse Abu 'Afr (1925). Sur ces deux cas, il a été démontré que les accusations portées contre lui étaient sans fondements.
Ses travaux de philologue ont porté entre autres sur la genèse du Coran, dans lequel il s'est attaché à mettre en évidence une influence syriaque.

## La collection Mingana
La collection Mingana contient:
- 662 manuscrits chrétiens en syriaque et garshouni (troisième collection d'Occident en la matière, après celle de la British Library, qui en a 1 075, et celle de la Bibliothèque du Vatican).
- 270 manuscrits chrétiens en arabe dont le fragment le plus ancien des Actes de Thomas ainsi qu'une ancienne copie de la traduction arabe des écrits de saint Éphrem (troisième collection d'Occident en la matière, après celle de la Bibliothèque du Vatican et celle de la Bibliothèque nationale de France, et la collection de manuscrits très anciens en parchemin, du VIIIe au Xe siècle, est uniquement surpassée par celle du monastère Sainte-Catherine du Sinaï).
- 2000 manuscrits islamiques arabes sur différents sujets de l'islam ainsi que de nombreuses copies du Coran et deux collections de fragments du Coran en écriture coufique datant des VIIe et IXe siècles. Les autres manuscrits contiennent des commentaires du Coran, des hadiths, des codes de loi, de la littérature, des traités de science et de mystique.
- Quelques manuscrits arméniens, coptes, géorgiens, grecs, hébreux, persans, samaritains et sanscrits.

## Publications
- Syriac Influence on the Style of the Kur'an, 11e Bulletin of the John Rylands Library, 1927.
- Clef de la langue araméenne: ou, grammaire complète et pratique des deux dialectes syriaques, occidental et oriental, Impr. des Pères Dominicains, 1905.
- Mshiha-Zkha, Yohannun Bar-Penkaya, Sources syriaques, Harrassowitz, 1908, 475pp.